# Belus (álbum)
Belus es el séptimo álbum de estudio de la banda noruega de black metal, Burzum. Fue publicado el 8 de marzo de 2010 por Byelobog Productions.

## Historia
Belus es el primer álbum publicado tras la liberación de Varg Vikernes de prisión, donde permaneció 16 años por una sentencia de asesinato. En noviembre de 2009, anunció la publicación de su nuevo álbum, aunque inicialmente titulado "The Return of Baldur" este fue anunciado como Den Hvite Guden (El Dios Blanco en noruego). Este título estaba dedicado al Dios Blanco, conocido alrededor de Europa con distintos nombres: Apolo, Baldr, Belenus, Belus, Bragi, Belobog, Jarilo, etc. En diciembre de 2009, Vikernes anunció que el título del álbum sería cambiado a Belus debido a que el título anterior podía inducir a que el álbum fuera considerado racista. Vikernes mantiene que el título anterior no tiene nada que ver con el color de piel y el racismo, sino que el color de blanco del dios Baldr está asociado a la luz.

## Música
El álbum dura 52:16, conteniendo 8 canciones de metal y una intro y una outro ambientales, y con la totalidad de las letras escritas en noruego. Originalmente se iban a añadir 3 canciones de metal más al álbum llamadas "Besøk Til Kelio", "Alvenes Dans" y "Alvegavene", pero fueron quitadas porque según Vikernes eran canciones de prueba. El concepto del álbum explora los antiguos mitos europeos concernientes a Belus: su muerte, su etapa en el mundo subterráneo y su regreso. A pesar de expresar su disgusto con el estado del black metal noruego actual, Vikernes no intenta cambiar el estilo de esta música, indicando que el nuevo álbum se parecerá a Hvis Lyset Tar Oss y Filosofem.

## Recibimiento
Belus es el primer álbum de Burzum en entrar en una lista de álbumes al lograrlo en Noruega y en Finlandia. En su país de origen estuvo tres semanas; en la primera llegó al puesto 30, pero en la segunda ascendió hasta el 23, su puesto más alto. En Finlandia estuvo una semana, alcanzando la octava posición.
| Año  | Álbum | Lista                                 | Posición |
| ---- | ----- | ------------------------------------- | -------- |
| 2010 | Belus | Lista oficial de álbumes en Finlandia | N.º 8    |
| 2010 | Belus | VG-lista                              | N.º 23   |
| 2010 | Belus | UK Top 40 Rock & Metal Albums         | N.º 24   |

## Lista de canciones
Todas las canciones escritas y compuestas por Varg Vikernes. 
| N.º   | Título                             | Traducción                           | Duración |  |
| 1.    | «Leukes Renkespill (Introduksjon)» | Las Fechorías De Loki (Introducción) | 0:33     |  |
| 2.    | «Belus' Død»                       | La Muerte De Belus                   | 6:23     |  |
| 3.    | «Glemselens Elv»                   | El Río Del Olvido                    | 11:54    |  |
| 4.    | «Kaimadalthas' Nedstigning»        | El Descenso Del Kaimadalthas         | 6:43     |  |
| 5.    | «Sverddans»                        | Danza Con Las Espadas                | 2:27     |  |
| 6.    | «Keliohesten»                      | El Caballo De Kelio                  | 5:45     |  |
| 7.    | «Morgenrøde»                       | El Alba                              | 8:54     |  |
| 8.    | «Belus' Tilbakekomst (Konklusjon)» | El Retorno de Belus (Conclusión)     | 9:37     |  |
| 52:16 |                                    |                                      |          |  |

- Gran parte de la canción Belus' Død está basada en la canción Dauði Baldrs, del álbum homónimo.

## Análogo de los dioses
Belus es el análogo del dios Baldr. Lukan es el análogo de Loki. Kaimadalthas es el equivalente a Heimdal y Hermóðr (quien Vikernes cree que inicialmente fueron el mismo dios, Haimaþellar). Kelio es el equivalente de Hel.

## Miembros
Varg Vikernes - Voz y todos los instrumentos.

## Equipo
- Guitarra eléctrica Peavey 23.
- Amplificador Peavey120 vatios 6505 y altavoces.
- Bajo eléctrico personalizado de alta calidad.
- Viejo kit de batería de marca Tama.
- Micrófonos de alta calidad
- Grabación digital.